# Мученик

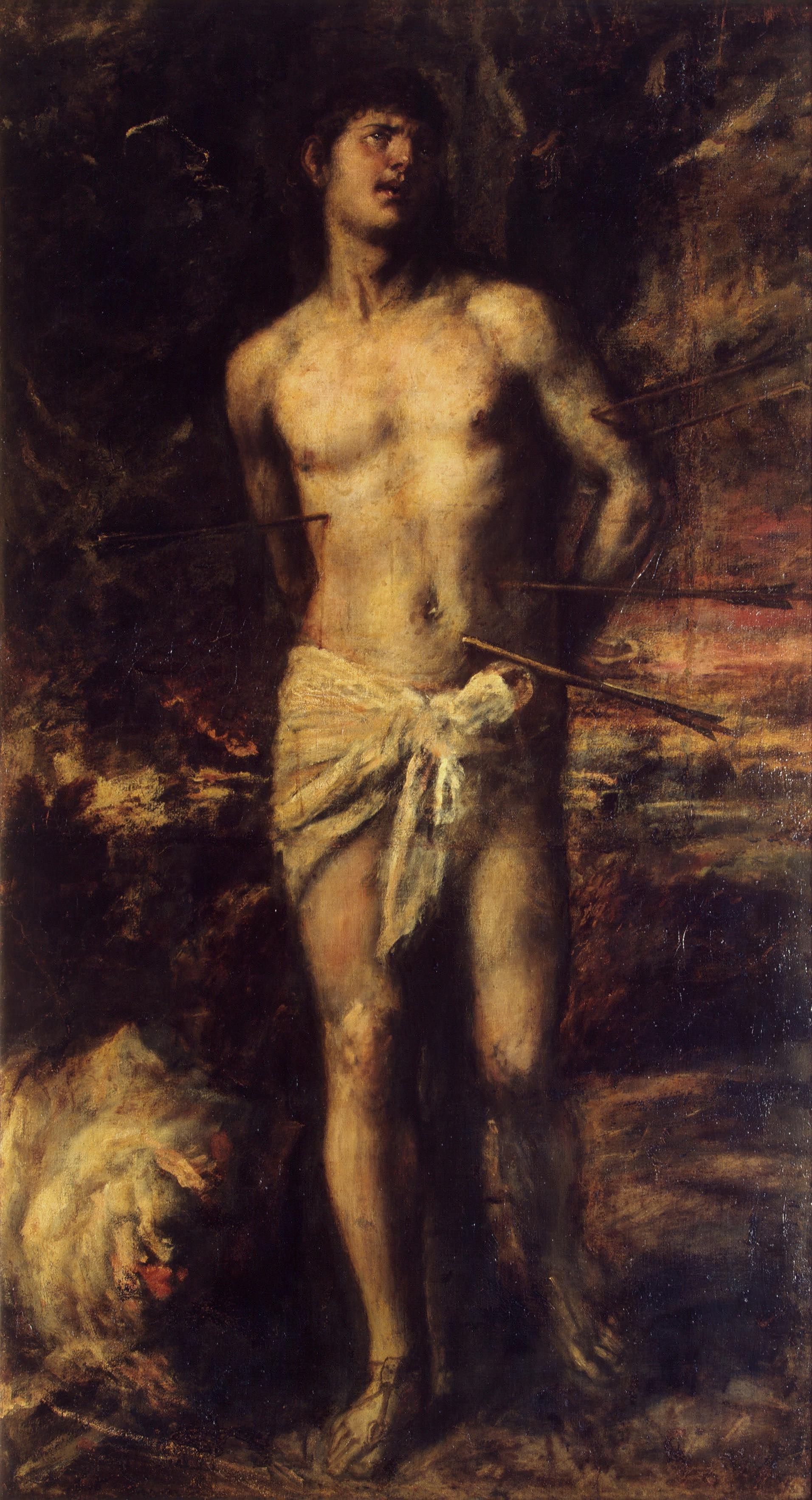
Картина Тиціана «Святий Себастіан» (зберігається в Ермітажі) зображає мученицьку смерть святого

Му́ченик (грец. Μάρτυρας) — людина, що прийняла страждання або загинула за сповідування релігії чи переконань, або навпаки — через відмову їх сповідувати. Якщо раніше цей термін вживали лише щодо тих, хто постраждав через релігійні вірування, тепер його можуть застосовувати й щодо тих, хто був ув'язнений або вбитий через політичні переконання.
Мученики глибоко шануються послідовниками чи навіть вважаються святими, вони є символами видатного лідерства та героїзму. Мученики відіграють значну роль у релігіях.
Мучеників сучасності називають новомучениками.
За Переказами, всі апостоли від дванадцяти, за винятком Іоанна Богослова та Юди Іскаріота, померли мученицькою смертю. Апостол Іоанн єдиний, хто помер власною смертю від старості.

## Мучеництво вхристиянстві
У християнстві «мученик» стосується виключно до тих, хто свідчить своєю кров'ю, це ми зустрічаємо вже у Новому Завіті (Дії. 22, 20; Об. 2, 3; 6, 9). Мученик — це той, хто жертвує своїм життям і так засвідчує свою вірність Ісусові (Дії. 7, 55-60). На мучеництві заснована Церква Христова. В Старому Завіті ми знаємо мучеництво братів Макавеїв (2 Мак. 6-7).

### Поняття мучеництва
Основним значенням грец. μάρτυς лат. martyr, араб. شهيد є свідок, і в цьому значенні це слово може відноситися до апостолів як свідків життя і воскресіння Христа. З'явившись апостолам після свого воскресіння, Христос говорить: «Ви приймете силу, коли зійде на вас Дух Святий, і будете Мені свідками (μάρτυρες) в Єрусалимі і у всій Юдеї та Самарії, і аж до краю землі» (Діяння Апостолів 1, 8). З розповсюдженням гонінь на християн цей дар свідчення приписується переважно мученикам, які своєю добровільною смертю за віру засвідчили її істинність і силу даної їм благодаті. З того часу слово μάρτυς в основному починають застосовувати до мучеників.

### Історія мучеництва

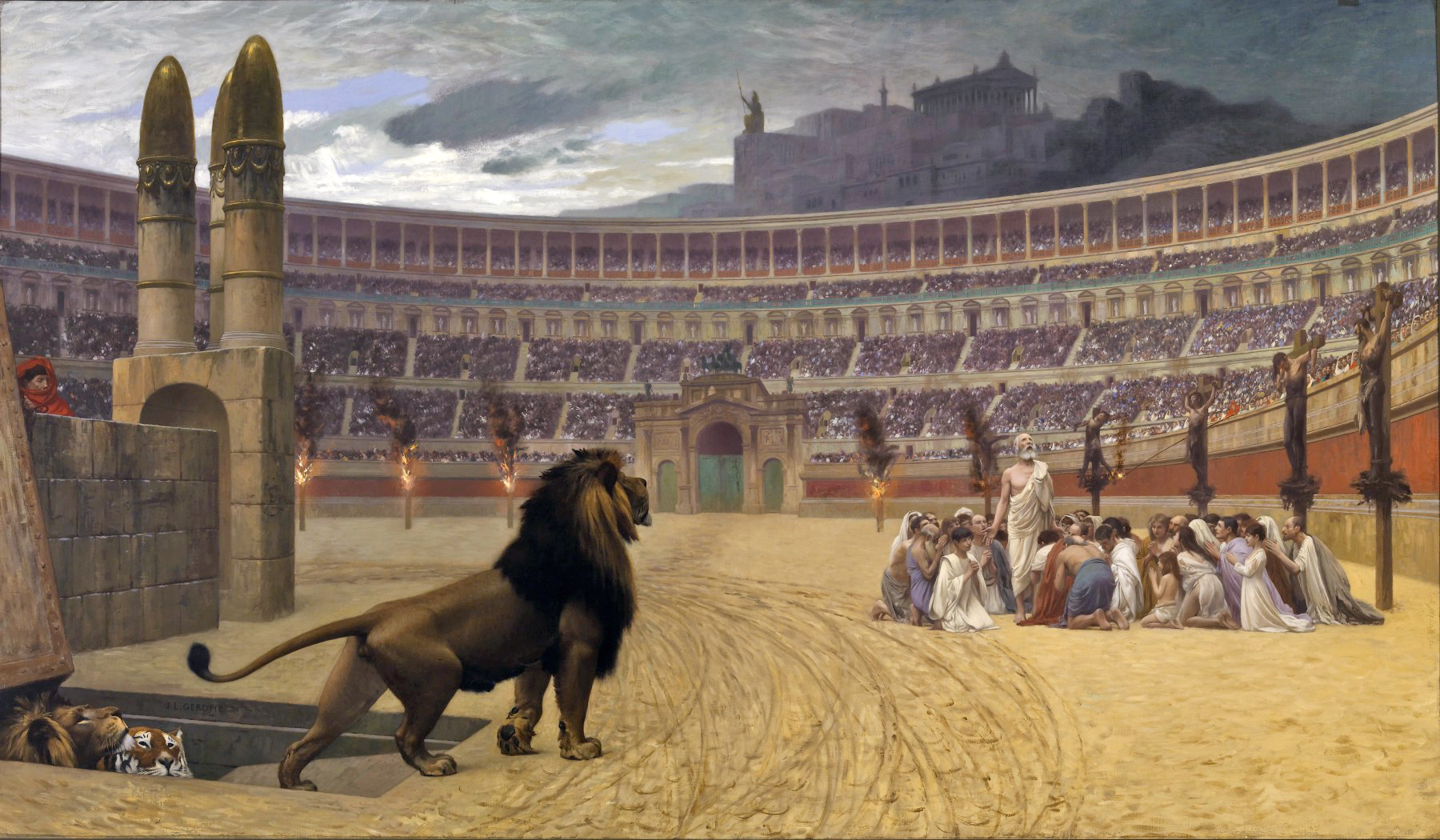
Остання молитва християнських мучеників (~1863-83) Жан-Леон Жером

У ранній період са́ме мучеництво більш усього сприяє розповсюдженню церкви, і в цьому плані воно також виступає як продовження апостольського служіння. Перше поширення церковної спільноти пов'язане з мучеництвом св. Стефана (Діяння 8, 4 і далі), цим мучеництвом було підготовлене і навернення апостола Павла (Дії 22, 20). Одинадцять з дванадцяти апостолів (крім апостола Івана Богослова) закінчили життя мученицьким подвигом. І надалі аж до Міланського едикту 313 року мучеництво як сильне свідчення віри було однією з основ розповсюдження християнства. За словами Тертуліана, кров християн була тим сім'ям, з якого виростала віра.
Отже, перші мученики з'являються ще в апостольський період. Їх мучеництво було результатом переслідувань з боку юдеїв, що дивилися на християн як на небезпечну секту і звинувачували їх у богохульстві. У Новому Завіті міститься декілька свідчень про мучеників, потерпілих від цих утисків. Окрім вже згадуваного мучеництва святого Стефана, тут мовиться, наприклад, про Антипу, «вірного свідка» Божого, убитого в Пергамі (Апокаліпсис 2, 13). Римські власті в цей початковий період християн не переслідують, не відрізняючи їх від юдеїв (а юдаїзм був у Римі дозволеною — лат. licita — релігією). Так, юдеї в декількох випадках намагалися передати апостола Павла на суд римським властям, проте ці власті відмовлялися засуджувати апостола, оскільки розглядали звинувачення, що висувались проти нього, як релігійні суперечки усередині юдаїзму, в які вони не бажали втручатися (Діяння 18, 12-17; Діяння 23, 26-29; Діяння, 26. 30-31).
Гоніння на християн з боку римських властей починаються з часу імператора Нерона (54-68). Вони розпадаються на три основні періоди.

#### Перший період переслідувань
До першого періоду відносяться гоніння за Нерона в 64 р. і гоніння за Доміціана (81-96). У цей період римська влада ще не трактує християнство як особливу ворожу їй релігію. За Нерона християн переслідують, поклавши на них вину за римську пожежу; за Доміціана вони піддаються гонінням як юдеї, що не декларують свого юдаїзма і відмовляються платити «юдейський податок».

#### Другий період переслідувань
Розповсюдження християнства в різних верствах римського суспільства (далеко за межі юдейської спільноти) змушує римські власті усвідомити, що вони мають справу з особливою релігією, причому релігією ворожою як римському державному ладові, так і традиційним культурним цінностям римського суспільства. З того часу починається переслідування християн як релігійної громади. Точна хронологія тут відсутня. Найважливішим документом для цього періоду гонінь є лист Плінія Молодшого імператору Траянові (близько 112 р.). Пліній питає в Траяна, якої юридичної процедури він повинен дотримуватися при переслідуванні християн. Він ставить це питання, оскільки «ніколи не присутній на слідствах про християн». З цих слів можна зробити висновок, що переслідування християн як релігійної громади до того часу вже мало місце. Траян в своїй відповіді говорить про правомірність переслідування християн, причому про правомірність переслідування «за саме ім'я» (лат. nomen ipsum), тобто за саму приналежність до християнської громади (оскільки за римськими законами християни через свої переконання скоювали два злочини — святотатство, що виражалося у відмові від принесення жертви богам і клятви їх ім'ям, і образу величності). Траян, проте, вказує, що немає необхідності «вишукувати» християн, вони піддаються суду і страті лише у тому випадку, коли хтось висуває проти них звинувачення. Траян також пише, що «тих, хто відречеться, що вони християни, і доведе це на ділі, тобто помолиться нашим богам, слід за розкаяння помилувати, хоча б у минулому вони й були під підозрою». На цих принципах — з тими чи іншими відхиленнями — і ґрунтувалися гоніння на християн в другий період. На цей період припадає мучеництво таких відомих християнських святих, як св. Полікарп Смирнський (помер бл. 155 р.) і св. Юстин Філософ. Для розуміння шанування святих в стародавній Церкві особливо слід підкреслити принцип добровільності мук.

#### Третій період переслідувань
Третій період починається з правління імператора Декія (249—251) і продовжується аж до Міланського едикту 313 р. У виданому Декієм едикті змінюється юридична формула переслідування християн. Переслідування християн ставилося в обов'язок урядовим чиновникам, тобто ставало не результатом ініціативи приватного обвинувача, а частиною державної діяльності. Метою гонінь була, проте, не стільки страта християн, скільки примушення їх до зречення. Для цього застосовувалися витончені тортури, проте ті, що їх витримали, не завжди піддавалися страті. Тому гоніння даного періоду разом з мучениками дають багато ісповідників. Переслідуванню піддавалися перш за все предстоятелі церков. Гоніння не були постійними, і змінювалися періодами майже повної терпимості (едикт імператора Галлієна, 260—268, що надавав предстоятелям церков право вільно займатися релігійною діяльністю). Найжорстокіші гоніння припадають на кінець царювання Діоклетіана (284—305) і наступні роки. У 303—304 рр. видається ряд едиктів, що позбавляють християн всяких цивільних прав і приписують ув'язнювати всіх представників духовенства і вимагати від них відмови від християнства (принесення жертв); останній едикт 304 р. наказував взагалі всіх християн повсюдно примушувати до принесення жертв, добиваючись цього будь-якими тортурами. Мучеництво в ці роки було масовим, хоча в різних провінціях переслідування проходило з різною інтенсивністю (найжорстокішими вони були на сході імперії). Гоніння припиняються після видання в 311 р. едикту, в якому християнство признається дозволеною релігією (хоча явним чином і не знімаються обмеження з християнського прозелітизму), і повністю — після Міланського едикту 313 р., що проголосив повну віротерпимість.
Історія християнського мучеництва, звичайно, цим не закінчується. Мучеництва, у тому числі і масові, мали місце і пізніше, при імператорах-аріанах, у Перській імперії, в різних країнах, де християнство стикалося з поганством, в ході боротьби ісламу з християнством тощо. Проте саме історія мучеництва в найдавніший період має визначальне значення для богословського осмислення мученицького подвигу, для встановлення вшанування мучеників (і взагалі вшанування святих) і вироблення його форм.

#### Новітнє мучеництво
У ХХ ст. чимало християн потерпіло смерть за віру в зв'язку з переслідуваннями християнства тоталітарними режимами, зокрема фашистським і радянським.

### Вшанування мучеників

#### Спонтанний культ мучеників у перші століття християнства
Вшанування мучеників розвивається в найдавніші часи, мабуть, одночасно з самим розповсюдженням мучеництва. Досить рано воно отримує певні інституалізовані форми; хоча з часом ці форми і еволюціонують, ряд основоположних елементів залишаються при всіх змінах. Ці елементи є центральними і для формування культу святих взагалі. Осмислення мучеництва як торжества благодаті над смертю, осягнення Царства Небесного, шлях до якого був відкритий смертю і воскресінням Христа, і, відповідно, як передбачення загального воскресіння тіл, відображається в культових формах, що починають формуватися, перш за все в церковному спогадуванні мученика і святкуванні його пам'яті, в молитовному звертанні до мучеників як «друзів Божих» і заступників людей перед Богом, в шануванні могил мучеників і їх мощів.
За свідченням «Мучеництва Полікарпа (Смирнського)» (Martyrium Polycarpi, XVIII), щорічно в роковини смерті віруючі збиралися на могилі мученика, служили Святу літургію і роздавали милостиню жебракам. Ці основні елементи і утворили первісний культ святих. Щорічні поминання мучеників вважалися спогадом дня їх нового народження (лат. dies natalis), народження їх до вічного життя. Ці святкування включали читання актів мучеництва, поминальну трапезу і звершення літургії. У III ст. такий порядок був вже загальним. Подібні поминання могли засвоювати окремі елементи відповідних поганських обрядів (наприклад, роздача колива). Над могилами зводилися споруди, в яких (або поряд з якими) звершувалося поминання(грец. μάρτερον, лат. memoria); однією з моделей для них служили пізньоюдаїстичні поминальні будівлі на могилах пророків. Після припинення гонінь будівництво таких будівель продовжує розвиватися; на Сході до мавзолею, в якому зберігалися мощі, часто добудовувалася церква; на Заході мощі звичайно зберігалися під вівтарем самої церкви.
В результаті розвитку культу мучеників місця християнських поховань ставали центром церковного життя, могили мучеників — святинею. Це означало радикальну зміну в пізньоантичному світосприйманні, в якому місто живих і місто мертвих були розділені непрохідною межею і лише місто живих було місцем соціального буття (кладовища розташовувалися за міською межею). Цей переворот у свідомості ставав особливо радикальним, коли в міста стали переноситися мощі мучеників, навколо яких групувалися і звичайні поховання (оскільки поховання поряд з мучеником розглядалося як засіб, щоб одержати його заступництво).

#### Літургійне вшанування мучеників
Розвиток культу мучеників спонукав церкву в IV–V ст., після припинення гонінь, певним чином регламентувати цей культ. Окремі його форми, що збігалися з поганськими, стали сприйматися як пережитки поганства і піддалися засудженню (так, св. Августин заперечує проти влаштовування поминальних бенкетів на могилах). Св. Ієронім говорить, що подібні ексцеси пояснюються «простотою мирян і, звичайно ж, благочестивих жінок». У цьому контексті відбувається перегляд актів мучеництва і канонізація мучеників. Святкування пам'яті мучеників і побудова меморіальних церков над їх могилами одержує канонічну санкцію. Святкування пам'яті переростає з приватного обряду, що звершувався над могилою, в загальноцерковне торжество — спочатку на рівні місцевої церковної громади, а потім і всієї Церкви. Дні пам'яті різних мучеників (dies natalis) об'єднуються в річний цикл, що фіксується в мартирологах. На цій основі формується нерухомий річний круг церковного богослужіння.
Уявлення про мучеників як заступників за людей перед Богом, як про постійно присутніх членів церковної спільноти, виразилося і в чині Літургії. Мученики з найдавніших часів особливо згадуються в молитві, що читається після епіклези, і за них відділяється особлива частинка на проскомидії (при приготуванні Св. Дарів). На честь мучеників виймається п'ята частинка з третьої просфори, що розділяється за чинами святих.

## Мучеництво вісламі
У мусульман мученик за віру називається шахід (араб. شهيد, досл. «той, що загинув з молитвою «шахіда», ісламським символом віри, на устах). Вважається, що шахідам (особливо всім тим, хто поліг під час джихаду), приготований рай; віра в це була сильним моральним стимулом для мусульманських воїнів. У XX столітті у мусульманських країнах «шахідами» стали називати також тих, хто загинув за батьківщину, взагалі за світську, але цілком схвалювану суспільством ідею. Термін, таким чином, приблизно поєднує в собі європейські поняття «мученик за віру» і «полеглий герой». Поширене нині уявлення про те, що «шахід» означає терориста-самогубця, помилкове, хоча ідея шахидізму, очевидно, є головним моральним стимулом, яким спокушають потенційних терористів їхні духовні наставники.